# Tetraplatidae
Tetraplatidae é uma família de medusas da ordem Coronatae, cujo único género é Tetraplatia.

## Espécies
Estão descritas as seguintes espécies:
- Tetraplatia chuni Carlgren, 1909
- Tetraplatia volitans Busch, 1851